# Antonio Francesco Carli
Antonio Francesco Carli (fl. 1689-1723) è stato un basso italiano.

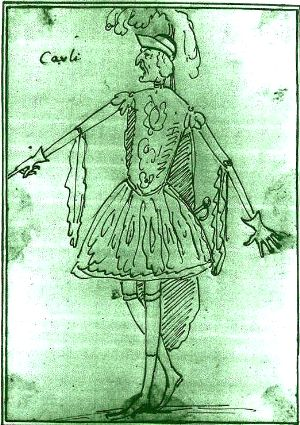
Caricatura di Carli, di Anton Maria Zanetti.

Poco si sa sulla biografia di Carli: la data e il luogo sia di nascita che di morte rimangono tuttora sconosciuti e probabilmente le informazioni sul suo conto che ci giungono si riferiscono a due persone distinte con lo stesso, padre e figlio; infatti l'Anton Francesco Carli che cantò sei in sei opere (cinque delle quali prodotte da Carlo Francesco Pollarolo) a Venezia tra il 1689 e il 1699 ci viene riportato come tenore. Costui si esibì anche a Modena nel 1690, a Mantova nel 1697, a Piacenza nel 1698 (nella Camilla di Giovanni Bononcini), a Parma nel 1699 (ne La caduta de' Decemviri di Alessandro Scarlatti) e a Reggio Emilia nel 1700.
Il secondo ipotetico Carli cantò per lo più come basso. Si esibì a Torino nel 1703, a Genova nel 1703, 1706 e 1715, a Bologna nel 1708, a Firenze nel 1708 e nel 1719-20 (dove cantò in otto opere come virtuoso al servizio della corte toscana), a Reggio Emilia nel 1712, a Roma nel 1717 (come Bajazet ne Il trace in catena di Francesco Gasparini) e infine a Venezia nel 1706-18 e nel 1722-3 in 28 opere composte da Pollarolo, Antonio Caldara, Antonio Lotti, Tomaso Albinoni e Gasparini, nonché nelle due versioni dell'Orlando Furioso di Ristori/Vivaldi. 
Nel 1709 cantò come Claudio nel successo della prima assoluta di Agrippina di Georg Friedrich Händel. Egli ci viene descritto come un cantante dotato di una voce eccezionalmente potente, in grado di effettuare improvvisi balzi di registro.